# 新潟津
新潟津（にいがたのつ）は現在の新潟県新潟市に存在した港である。

## 概要
戦国時代の1520年に最初に記録に現れる。信濃川河口の左岸にあった港で、信濃川右岸の蒲原津と、当時の阿賀野川河口（現在の河口とは異なる）右岸の沼垂湊と併せ、この3つの港は新潟三ヵ津と呼ばれていた。新潟津の開港以前は蒲原津が栄えていたが、開港してからは新潟津が信濃川と阿賀野川の河口を代表する港になった。